# 華盛頓公園
華盛頓公園（英語：Washington Park，前稱南方公園西區或21號公園）是位於美國伊利諾伊州庫克縣芝加哥南區華盛頓公園社區中心，馬丁·路德·金街（Dr. Martin Luther King Street）5531號的一座大型公園。公園在卡蒂奇格羅夫街（Cottage Grove Avenue）及馬丁·路德·金大街之間，佔地372英畝（1.5平方）
。公園建於1870年，在1880年改名為華盛頓公園
，紀念已故美國第一任總統乔治·华盛顿。芝加哥公園區內有四個以華盛頓姓的美國人名稱命名，其餘三個為迪納·華盛頓公園、哈羅德·華盛頓公園及華盛頓廣場公園，而本公園是四個中最大的一個。華盛頓公園於2004年8月20日被列入美國國家史蹟名錄。公園內的美國杜薩布爾非裔人歷史博物館是芝加哥申辦2016年夏季奧運會的奧林匹克體育場和奧林匹克游泳館的擬建地。

## 計劃
華盛頓公園由曾創立鄰里社區海德公园的城市規劃師兼律師保羅·科內爾構思。科內爾曾經建議伊利諾伊州議會成立南方公園委員會，於1869年成功爭取。委員會確認將一塊佔地1,000英畝（4.0平方）的土地用作興建大型公園及一條連接公園及芝加哥市中心林蔭大道。華盛頓公園最初稱為南方公園，公園由東部和西部分區組成。即分别為現時的傑克遜公園、四個以華盛頓命名的公園及大道乐园。科內爾聘請美國景觀設計師弗雷德里克·奧姆斯德與卡爾弗特·沃克斯進行設計工作。但他們的藍圖在1871年芝加哥大火中被燒毀。
奧姆斯德第一次視察土地時只看見有一片充滿裸樹的空田地，為了保留原有特色，他決定要將公園部分區域作一片被樹木包圍的草甸。按他的計劃，他認為可以放牧羊隻，以控制草長。科內爾建議奧姆斯德在土地規劃出運動場，但奧姆斯德認為公园需要更多自然感覺，最終奧姆斯德利用一塊面積約13英畝（53,000平方）的土地興建人工湖。公園西部在1881年命名為華盛頓公園。

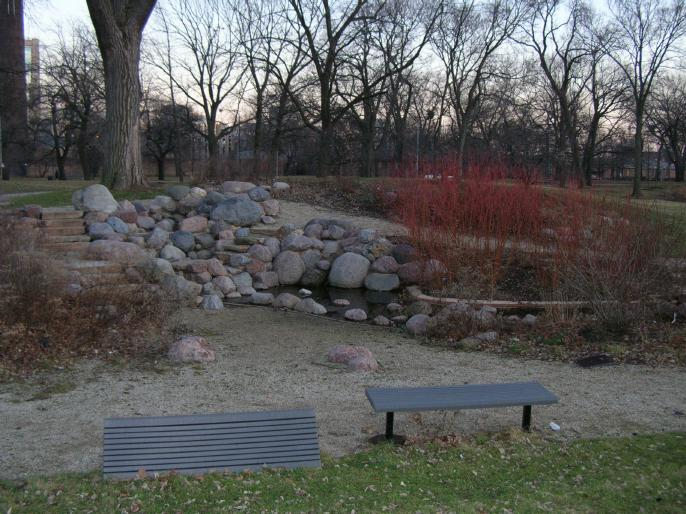
公園內的石花園

奧姆斯德的設計圖上有兩條寬闊的林蔭道貫穿公園，直為現今的芝加哥林蔭大道系統。大道由華盛頓公園開始，經過大道乐园轉東行至傑克遜公園，向西行可經加菲爾德大道往芝加哥中途国际机场，向北面走可經德雷塞爾大道到芝加哥市中心。

## 建設
同為美國景觀設計師的霍雷斯·威廉·夏勒·克里夫蘭在在1873年芝加哥大火及遺失稅冊事件導致財政挫折的限制下執行興建公園的計劃。奧姆斯德的構思整體得到實現。但是興建公園的開支在芝加哥大火後被挪用。火災發生後，政府失去了資金支持，徵稅困難，無法在公園興建水上樂園。自1897年，公園內（近56號街及卡蒂奇格羅夫街）有一個下沉花園及温室，由D·H·伯納姆設計公司設計，但在1930年代遭清拆。華盛頓公園的溫室與洪堡公園及道格拉斯公園一樣，皆因經濟大蕭條導致資源有限，在20世紀30年代被拆毀。使林肯公園和加菲爾德公園成為芝加哥主要的溫室。
公園最早的改善建設是「南方開放草地」，它是一塊放牧羊群的牧草地，也可以用作球場。設計師丹尼爾·H·伯納姆創辦的D·H·伯納姆設計公司曾在1881年為公園內的石灰石圓形馬房進行設計工作，伯納姆在1881年協助設計公園飯堂，1910年設計南方公園委員會行政總部。公園的其他早期設施包括馬棚、板球場、棒球場、平底雪橇滑道、射箭場、高爾夫球場、游泳池、自行車道、划船、馬蹄鐵坑、溫室、玫瑰園、樂隊表演台和以六條短吻鱷鱷魚為特色的小動物園和百合花池塘。百合花池（左圖）是一個特別誘人及珍貴的景點，非帶罕有。往時的南方公園委員會行政總部即現今的美國杜薩布爾非裔人歷史博物館。公園保留它的環境吸引力，繼續有遠見地支持維護公園系統的伯納姆計劃。

## 用途
1879年12月6日，美國前總統尤利西斯·格兰特在公園參與植樹議式。公園特此設立匾額及紀念巨石，但現時全數（匾額、紀念巨石及，格蘭特所植的樹）都已被移走。在1920年代，經常有黑人半職業棒球手在華盛頓公園練球。美國網球運動員喬治·洛特亦曾在華盛頓公園內打網球。
在1883年至1905年期間，公園曾經运营赛马场。賽馬場位於公園的東南角，近61號街及卡蒂奇格羅夫街。華盛頓公園賽馬場在當時能稱得上為世界上最大及最宏偉的賽馬場之一。在賽馬場內場建了一個九洞的高爾夫球場，至今高爾夫球場及部分設施仍有保留。其中包括芝加哥警察在58街和科蒂格羅大道使用的馬厩。因應伊利諾伊州立法禁止賭博，賽馬場在1905年關閉。「華盛頓公園賽馬場」一名被轉移到伊利諾伊州霍姆伍德的第二條賽馬賽道上。
1933年、1957年、1958年、1962年、1963年、1964年、1967年、1970年和1972年9屆的美國越野錦標賽分別在本公园舉行。
第一次世界大战後，美國非裔人口急增，芝加哥亦不例外。華盛頓公園成為非裔美國人引起的緊張和衝突的場所 。美國杜薩布爾非裔人歷史博物館自1961年開至今從未更改在華盛頓公園的地址，博物館促進非裔美國人歷史、藝術和文化的交流。

### 申辦2016年夏季奧林匹克運動會

#### 背景
2007年4月14日，美国奥林匹克委员会选择芝加哥参加2016年夏季奧林匹克運動會申办。以前，芝加哥本来要主办1904年夏季奥林匹克运动会，但最终被在同年举办世界博覽會的圣路易斯抢去。1996年亚特兰大奥运是最近一屆由美洲大陆國家主辦的夏季奥运。芝加哥拥有庞大的交通交通系统，众多场馆和强大的体育文化。该计划将奥运园区设在密歇根湖岸边，城市经验完全是正面因素。芝加哥是举办过男女曲棍球、棒球、篮球、足球和橄榄球赛的少数美国城市之一。

#### 選址華盛頓公園
2006年9月21日，時任芝加哥市長李察·米高·戴利擬計劃於華盛頓公園為芝加哥公園申辦奥運一事興建奥林匹克体育场（國際奧委會要求各城市必須有一個至少能容納8萬名觀眾的圓頂建築，方可被考慮作為夏季奧運的主辦方）。該體育場最初可容納9.5萬人，但後來考慮改建為可容納1萬名觀眾的地下場館，用於舉辦田徑和文化活動。合共花費至少為300至400萬美元。該計劃亦包括興建一所永久性奧林匹克曲棍球場，運用瓊斯軍械庫，接通公园两个园区的步行者地下通路，从地下穿越摩根道（55號街）。在2008年再計劃在公園舉辦奧運游泳比賽。但計劃遭部分人反對，他們主要認為華盛頓公園已被列入國家歷史遺跡名錄，不可能在舉行奧運後保存原有風貌。其次，公園擁有其地標性地位，面臨不少限制。導致聯邦政府無法使用資金用於在公園內建造一個臨時體育場館。2009年10月2日，國際奧林匹克委員會於丹麥哥本哈根召開第121屆國際奧林匹克委員會大會。經過最終投票，里約熱內盧被宣佈為舉辦城市，計劃作廢。

## 現今
華盛頓公園作為美國歷史區，被列入國家史蹟名錄。根據名錄，遺址合共佔地3,670英畝（14.9平方），包括15項建築物、28項結構及8項物體。公園內有的數项特別有趣的景點，包括美國杜薩布爾非裔人歷史博物館及其雕塑花園、由藝術家莱若多·塔夫特設計建造的雕塑品「時間噴泉」及建築風格獨特的美國國民警衛隊軍械庫。華盛頓公園是南區的社區中心，夏季間會舉辦許多節日，例如芝加哥板球聯賽等，華盛頓公園更是巴德·比利肯遊行與野餐活動的终點站。每年秋天，環球精靈馬戲團會在華盛頓公園舉行。

## 註腳

### 注譯
1. ↑  原文：Its National Register of Historic Places Multiple Property Submission consisted of 3,670 acres (14.9 km2) containing 15 contributing buildings, 28 contributing structures, and 8 contributing objects.

## 外部連結
- Washington Park Maps （页面存档备份，存于）
- Official City of Chicago Washington Park Neighborhood Map
- Chicago Park District: Washington Park （页面存档备份，存于）
- The Washington Park Advisory Council's （页面存档备份，存于） web site
- Washington Park Quality-of-Life Neighborhood Planning （页面存档备份，存于）